# 708

## Evenimente
- Războaiele Bizantino-Bulgare.  Bătălia de la Anchialus. Forțele Primului Imperiu Bulgar, conduse de hanul bulgar Tervel, înfrâng armatele bizantine ale împăratului Iustinian al II-lea.

## Decese
- 4 februarie: Papa Sisiniu preot catolic sirian (n. 650)